# 鹿児島大学教育学部附属小学校
鹿児島大学教育学部附属小学校（かごしまだいがくきょういくがくぶふぞくしょうがっこう 英語: Elementary School Attached to the Faculty of Education, Kagoshima University）は、鹿児島県鹿児島市郡元一丁目にある国立の小学校で鹿児島大学教育学部の附属学校である。

## 概要
歴史
1878年（明治11年）に開校した「鹿児島師範学校附属小学校」を起源とする。数回の改称を経て1951年（昭和26年）に現校名となった。
学校教育目標
「自他共に、心身豊かにたくましく生きる子どもの育成」
校訓
「まことの子・のぞみの子・ちからの子」
校章
白抜きの「小」の文字の上に、白抜きの「附」の文字を重ねている。
校歌
作詞は蓑手重則、作曲は武田恵喜秀による。歌詞は3番まであり、各番に校名の「附属」が登場する。また校訓の「まことの子・のぞみの子・ちからの子」が登場する。

## 沿革
前史
- 1875年（明治8年）5月 - 山下町の鹿児島県庁構内に「小学校授業講習所」が開設される。
- 1876年（明治9年）4月 - 「鹿児島師範学校」と改称。
- 1877年（明治10年）
  - 6月 - 西南戦争勃発により閉校。
  - 11月 - 樋之口町の松原小学校構内に仮校舎を設置し、再開。

正史
- 1878年（明治11年）
  - 3月 - 「仮師範学校附属小学校」として創立される。
  - 8月 - 山下町にあった鹿児島県庁構内に新校舎が完成し、師範学校とともに移転を完了。「鹿児島師範学校附属小学校」に改称。
- 1887年（明治20年）3月 - 「鹿児島尋常師範学校附属小学校」と改称。
- 1898年（明治31年）4月 - 「鹿児島県師範学校附属小学校」（再）と改称。
- 1899年（明治32年）4月 - 新校舎が山下町1番（旧・女子師範）に完成。
- 1910年（明治44年）4月 - 師範学校女子部が分離し、女子師範学校として独立したため、新たに附属小学校が設置される。

「鹿児島県師範学校附属小学校」（西武田村）・「鹿児島県女子師範学校附属小学校」（山下町）
- 1920年（大正9年）4月 - 師範学校の改称に伴い、附属小学校も改称。

「鹿児島県第一師範学校附属小学校」・「鹿児島県女子師範学校附属小学校」・「鹿児島県第二師範学校附属小学校」（西市来村湊尋常高等小学校を代用）
- 1934年（昭和9年）4月 - 師範学校の改称に伴い、附属小学校も改称。

「鹿児島県師範学校附属小学校」（再）・「鹿児島県女子師範学校附属小学校」
- 1941年（昭和16年）4月 - 国民学校令の施行により、附属小学校を附属国民学校に改称。

「鹿児島県師範学校附属国民学校」・「鹿児島県女子師範学校附属国民学校」
- 1943年（昭和18年）4月 - 男子師範・女子師範が統合され、国立（官立）移管の上、官立の専門学校「鹿児島県師範学校」（男子部・女子部）となる。

「鹿児島師範学校男子部附属国民学校」・「鹿児島師範学校女子部附属国民学校」（国民学校も県立から官立（国立）となる）
- 1945年（昭和20年）6月 - 両附属国民学校ともに鹿児島大空襲により全焼。
- 1947年（昭和22年）4月 - 学制改革（六・三制の実施）が行われる。
  - 附属国民学校の初等科が改組され、附属小学校となる。「鹿児島師範学校男子部附属小学校」・「鹿児島師範学校女子部附属小学校」
  - 附属国民学校の高等科が改組され、附属中学校（新制中学校）となる。「鹿児島師範学校男子部附属中学校」・「鹿児島師範学校女子部附属中学校」
- 1948年（昭和23年）4月 - 男子部・女子部の区別が廃止されたことにより、附属小学校2校が統合され、「鹿児島師範学校附属小学校」に改称。

旧男子部附属小学校を「武教場」、旧女子部附属小学校を「山下教場」とする。
- 1949年（昭和24年）5月31日 - 新制鹿児島大学の発足により、「鹿児島大学鹿児島師範学校附属小学校」に改称。
- 1950年（昭和25年）12月 - 両教場を統合。
- 1951年（昭和26年）4月1日 - 鹿児島師範学校の廃止により、「鹿児島大学教育学部附属小学校」に改称。
- 1958年（昭和33年）9月　- 郡元町204番地の新校舎に一部移転。
- 1959年（昭和34年）4月　- 郡元町204番地の新校舎が完成し全校移転。
- 1962年（昭和37年）9月　- プールが完成。
- 1965年（昭和40年）3月　- 体育館兼講堂が完成。校舎を増設。
- 1970年（昭和45年）4月　- 特殊学級を1学級増設し、3学級制になる。
- 1978年（昭和53年）3月　- 創立100周年記念式典挙行し、百周年記念ブロンズ像を設置。
- 1980年（昭和55年）4月　- 附属養護学校の新設に伴い、特殊学級を閉鎖。
- 1988年（昭和63年）2月　- 創立110周年記念式典挙行し、記念誌を各家庭に配布。
- 1998年（平成10年）2月　- 創立120年記念式典、記念講演会、記念祝賀会を挙行。
- 2001年（平成13年）8月　- 非常警報装置システムを設置。
- 2003年（平成15年）4月 - 複式学級（5・6年）を開設。
- 2004年（平成16年）
  - 4月　- 国立大学法人化。
  - 5月　- 事務室前に校門監視用の防犯カメラを設置。
- 2006年（平成18年）3月　- 校舎等改修その他工事第一期完工（2005年（平成17年）8月着工）。
- 2007年（平成19年）
  - 1月　- 校舎等改修その他工事第二期完工（2006年（平成18年）7月着工）。
  - 7月 - プール改修工事完工。
- 2011年（平成23年）4月1日 - 2学期制を導入。

## 入学試験
- 一次選考、二次選考に分かれている。
- 一次選考は提出書類による面接、諸検査などが行われ、一次合格者が二次選考へ進む。二次選考は抽選が行われ、印のある票をひいた者が入学を許可される。
- 募集人員は男子52人女子53人（複式学級は男子4人女子4人）の計113人。うち約22人は附属幼稚園からの持ち上がりである。

## 学校行事
2学期制（2011年度から導入）

## 著名な出身者
- 有馬正文 - 海軍中将
- 尾堂真一 - 日本特殊陶業会長兼社長、日本ファインセラミックス協会会長、日本自動車部品工業会会長
- フランキー堺 - 俳優、コメディアン
- 恵俊彰 - お笑いタレント、司会者（ホンジャマカ）
- 宮下純一[2] - タレント、スポーツ解説者、元競泳選手（北京オリンピック男子400mメドレーリレーの銅メダリスト）
- 村田享子 - 参議院議員